# Palpada erraticus
Palpada erraticus là một loài ruồi trong họ Ruồi giả ong (Syrphidae). Loài này được Curran mô tả khoa học đầu tiên năm 1930. Palpada erraticus phân bố ở miền Tân bắc